# Hypselodoris rudmani
Hypselodoris rudmani is een slakkensoort uit de familie van de Chromodorididae. De wetenschappelijke naam van de soort is voor het eerst geldig gepubliceerd in 1999 door Gosliner & R.F. Johnson.